# Костер, Адам де
Адам де Костер (нидерл. Adam de Coster; 1586, Мехелен — 4 мая, 1643, Антверпен) — художник из Южных Нидерландов эпохи раннего барокко.

## Жизнеописание
Сохранилось мало сведений о жизненном пути художника, и они имеют отрывочный характер. Он родился в городе Мехелен на рубеже 1585—1586 годов. Его родители — Клара ван дер Борх и Ян де Костер.
Точных сведений об обучении или пребывании в Италии нет. Несколько произведений художника были идентифицированы как произведения Адама де Костера, их длительное пребывание в коллекциях итальянских аристократов свидетельствует о его пребывании в Риме. Также косвенно о пребывании в Риме свидетельствуют его произведения караваджийской тематики и стилистика тенебризма, свойственная произведениям многих караваджистов. Был найден документ о пребывании Адама де Костера в 1635 году в Риме. Известно также, что он имел родственников, которые выезжали в Италию и работали там как художники. 
Определённый период жизни он работал в городе Антверпене, где его произведения были хорошо известны. О признании и авторитете Адама де Костера свидетельствует тот факт, что его портрет был включён в «Иконографию» Антониса ван Дейка — серию портретов знаменитых современников. Подпись под портретом де Костера, «Мехеленский изобразитель ночей» (лат. Pictor Noctium Mechliniensis), указывала на его приверженность тенебризму.
Художественная манера несколько приближена к произведениям француза Жоржа де Латура и утрехтского мастера Геррита ван Хонтхорста раннего периода. Но это свидетельствует скорее о распространении влияния караваджистов как техники живописи, чем о художественном влиянии самих художников или совместной с ними работе. Необычным произведением считают также двойной портрет двух скульпторов под вечер, в котором видят изображение Франсуа Дюкенуа и Георга Петеля. У художника не было ни одного известного ученика. Имя Адама было в значительной степени забыто после его смерти, и его работа приписана другим художникам.

## Перечень избранных произведений
- «Три певца»
- «Отречение апостола Петра», различные варианты
- «Неизвестный со свечой»
- «Два скульптора вечером»
- «Игроки в карты», различные варианты
- «Игроки в трик-трак»
- «Юдифь и служанка с головой Олоферна»
- «Молитва св. Франциска Ассизского и монаха Лео», ок. 1626 г.

## Галерея избранных произведений

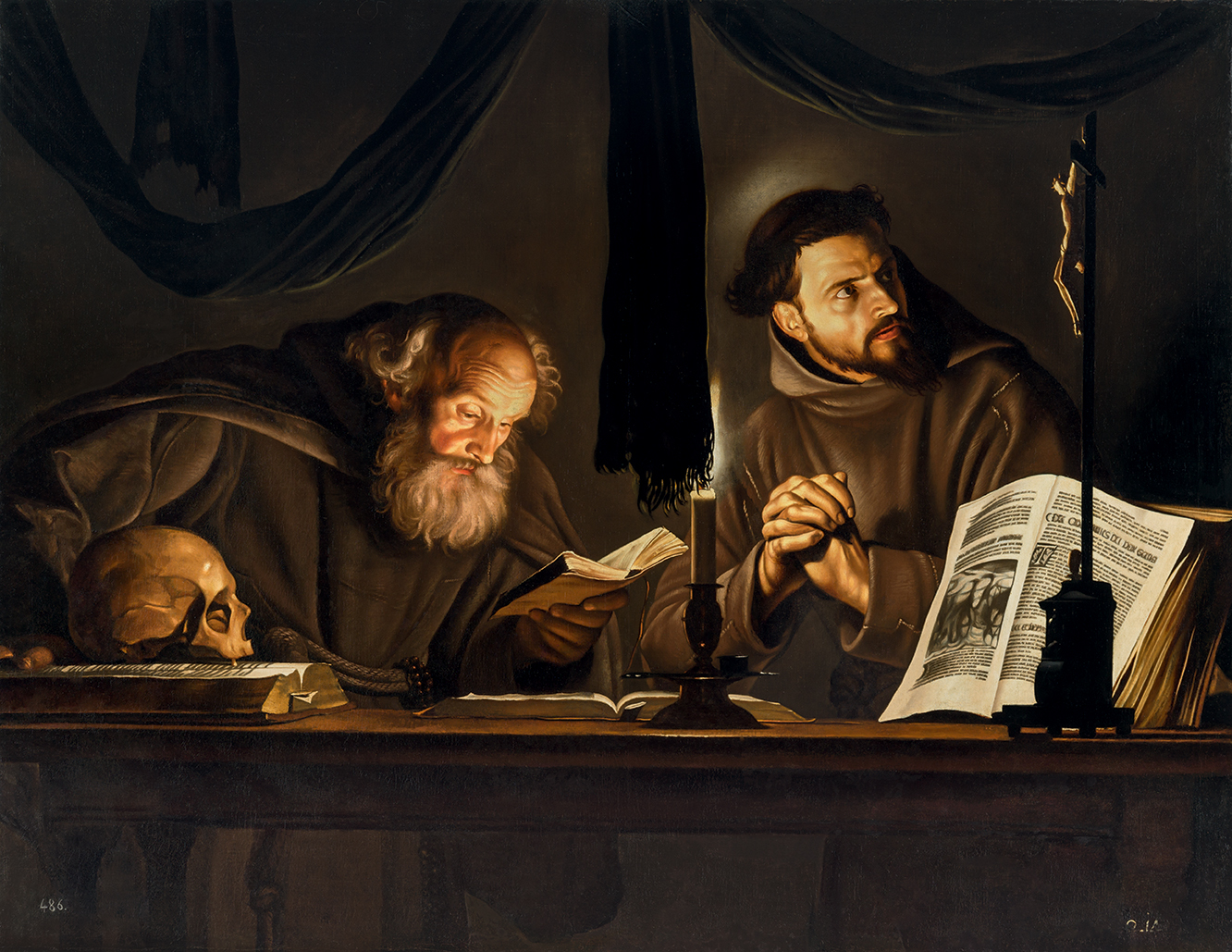
«Молитва св. Франциска Ассизского и монаха Лео», ок. 1626 г.
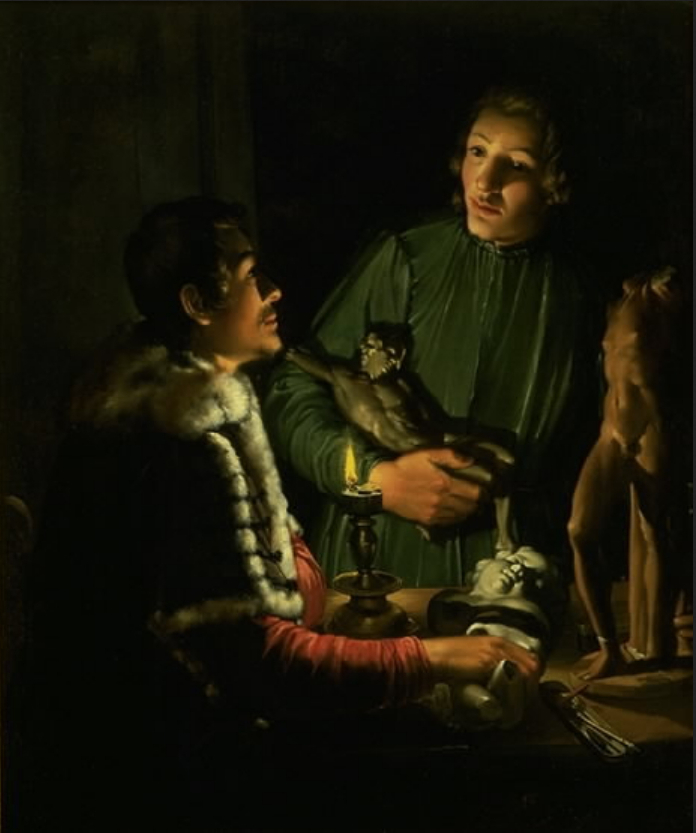
«Два скульптора вечером» (Франсуа Дюкенуа и Георг Петель),ок. 1622. Государственный музей искусств. Копенгаген. Дания
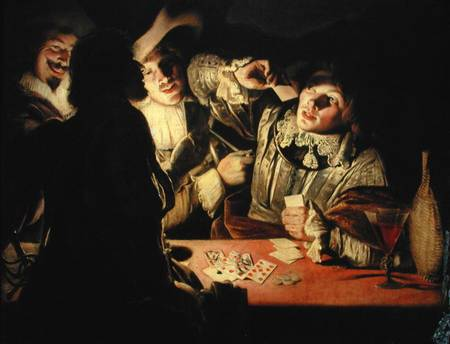
«Игроки в карты», 1620 г.
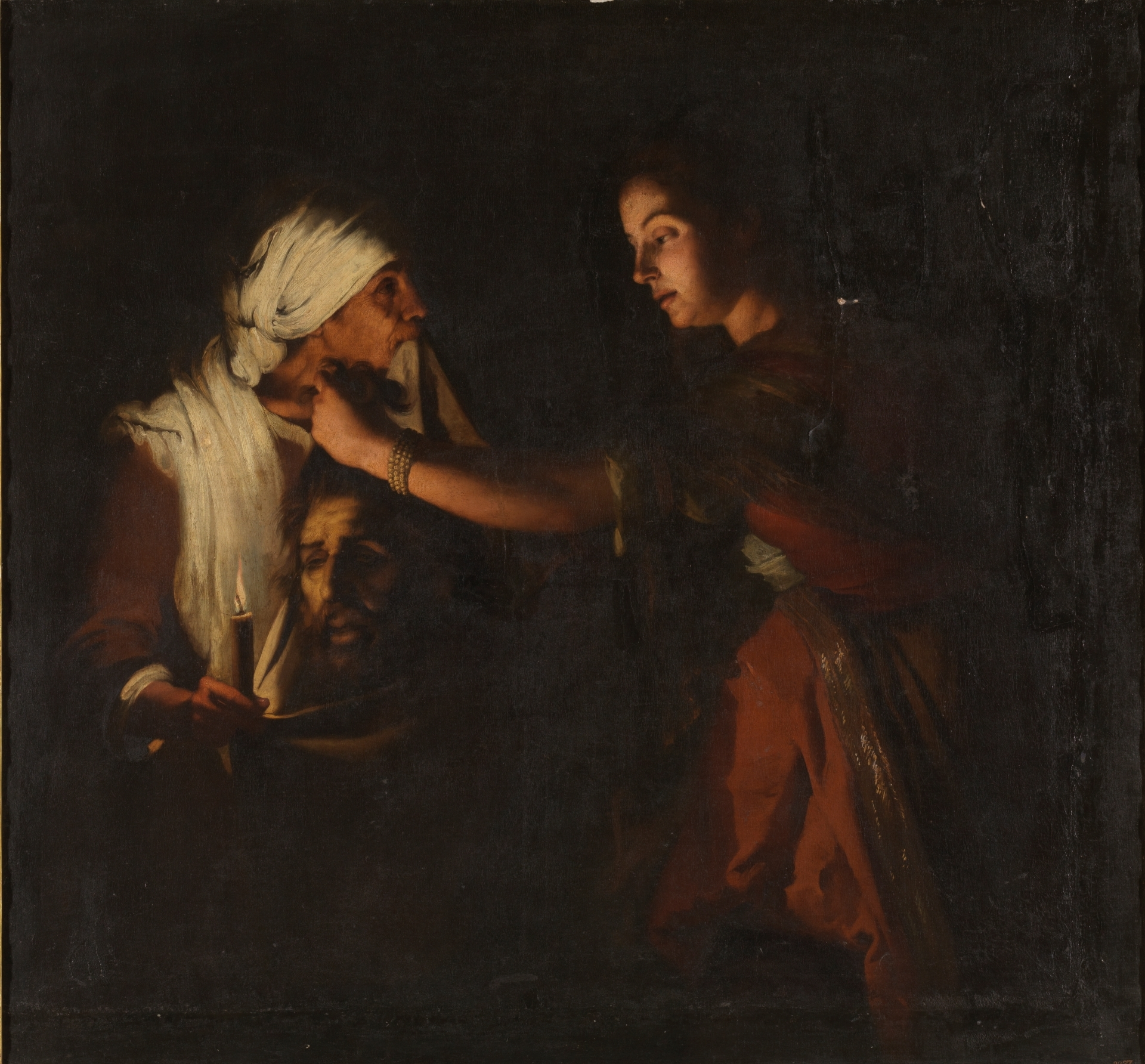
«Юдифь и служанка с головой Олоферна», Национальный музей Прадо, Мадрид. Испания
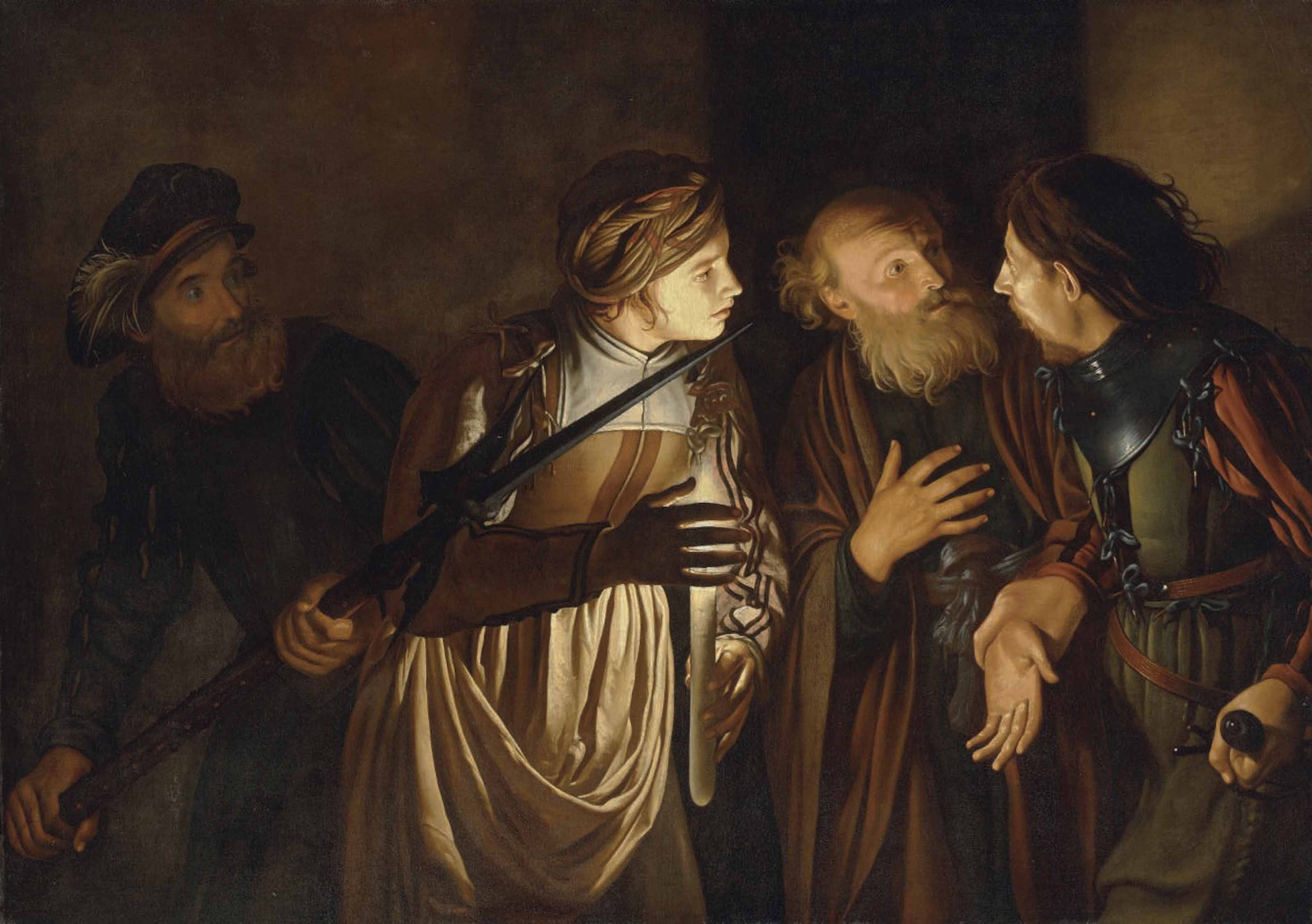
«Отречение апостола Петра». Между 1607—1643 гг.